# Anton Hößlinger
Anton Hößlinger (* 11. Januar 1875 in Ingolstadt; † 21. Dezember 1959) war ein deutscher Bahnpostinspektor.
Er entwickelte 1947 das nach seinem Heimatort benannte Wertungssystem im Schach, das Ingo-System, welches im westdeutschen Schachsport von 1974 bis 1992 verwendet wurde. Das Ingo-System hatte sich Hößlinger patentrechtlich schützen lassen. Im chinesischen Schach Xiangqi wird es in Deutschland bis heute verwendet.